# Thüringischer Denkmalschutzpreis
Der Thüringer Denkmalschutzpreis ist eine seit 1994 vom Freistaat Thüringen vergebene Auszeichnung für besondere Verdienste im Bereich der Denkmalpflege.

## Preis
Mit dem Thüringischen Denkmalschutzpreis können Personen, Projekte und Einrichtungen ausgezeichnet werden, die sich in besonderem Maße für die Denkmalpflege eingesetzt haben. Federführend für die Preisverleihung ist die Thüringer Staatskanzlei. Mit dem Preis soll auf außergewöhnliche, über das denkmalschutzrechtlich Gebotene hinausgehende Leistungen im Bereich der Denkmalpflege aufmerksam gemacht werden, die damit Vorbildwirkung für neue Projekte entfalten können.
Auszeichnungswürdig sind vorbildliche Leistungen zur Rettung und Erhaltung von Bau- und Kunstdenkmalen sowie von archäologischen Denkmalen in Thüringen, die überzeugende Verbreitung des Denkmalpflegegedankens in der Öffentlichkeit, hervorragende wissenschaftliche Leistungen zur Theorie und Praxis der Denkmalpflege sowie langjähriges herausragendes Wirken auf dem Gebiet der Bau- und Kunstdenkmalpflege sowie der archäologischen Denkmalpflege.
Die möglichen Preisträger werden von den Thüringer Denkmalschutzbehörden, dem Thüringischen Landesamt für Denkmalpflege und Archäologie sowie sonstigen Körperschaften und Verbänden, die der Denkmalpflege verbunden sind, vorgeschlagen. Kriterien für die Auswahl sind unter anderem das persönliche Engagement, die zeitgemäße Nutzung historischer Gebäude, Finanzierungsart und denkmalpflegerische Gesamtqualität sowie die Möglichkeit des barrierefreien Zugangs zu den sanierten Objekten.
Die Preisträger werden von einer Fachjury ausgewählt. Die Auszeichnung ist mit einem Preisgeld von 40.000 Euro dotiert, das vom Freistaat Thüringen und der Sparkassen-Kulturstiftung Hessen-Thüringen jeweils zur Hälfte bereitgestellt und auf alle Preisträger aufgeteilt wird.

## Kategorien
Der Preis wird in mehreren Kategorien vergeben:
- Gruppenpreis
- Einzeldenkmale
- Archäologische Denkmalpflege
- technische Denkmale
- Denkmalensemble
- Kirche
- Anerkennung

## Preisträger (Auswahl)
Unter anderem wurden die Eigentümer folgender Denkmale ausgezeichnet:

### Gruppenpreis

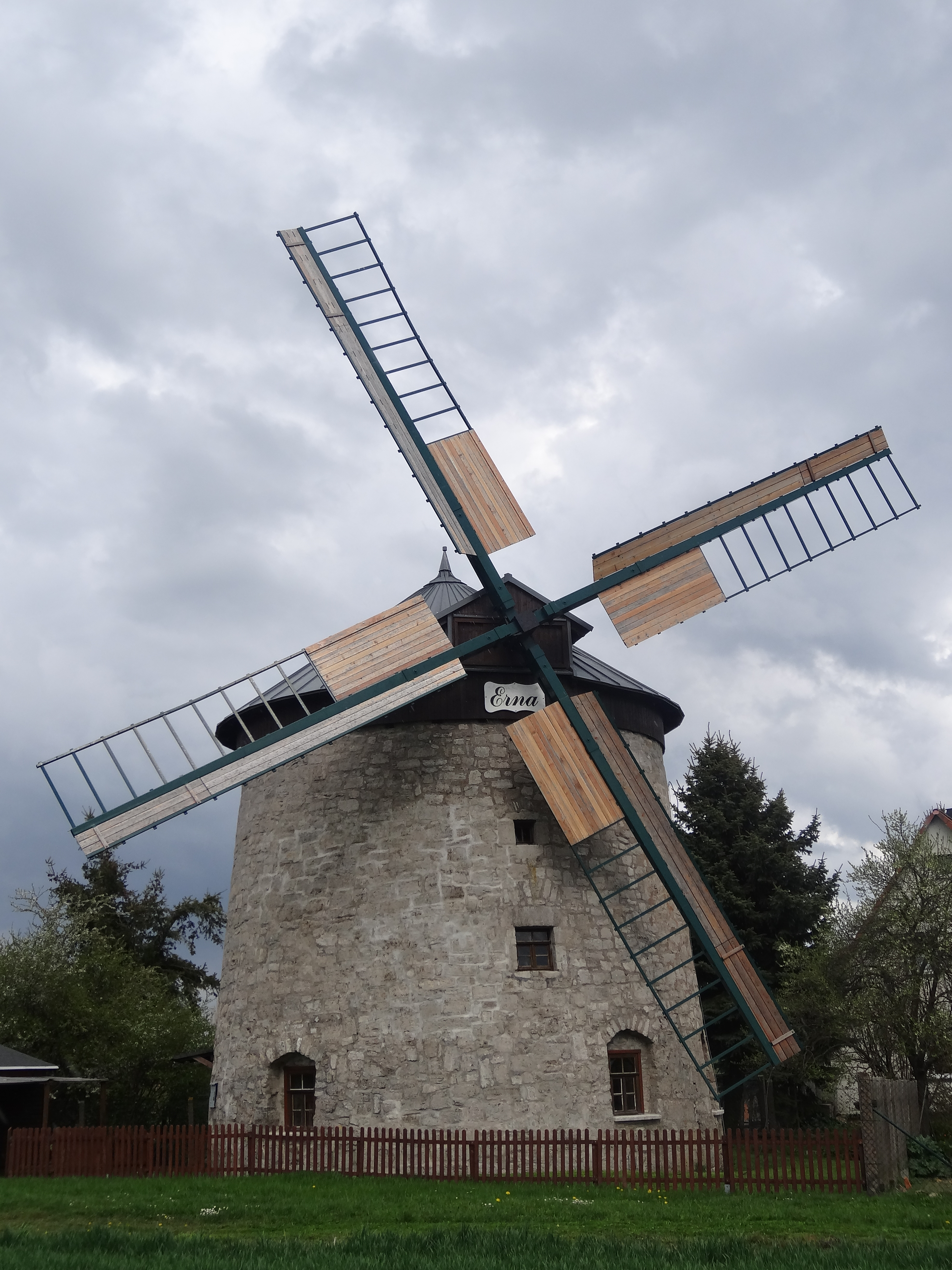
Turmwindmühle Immenrode

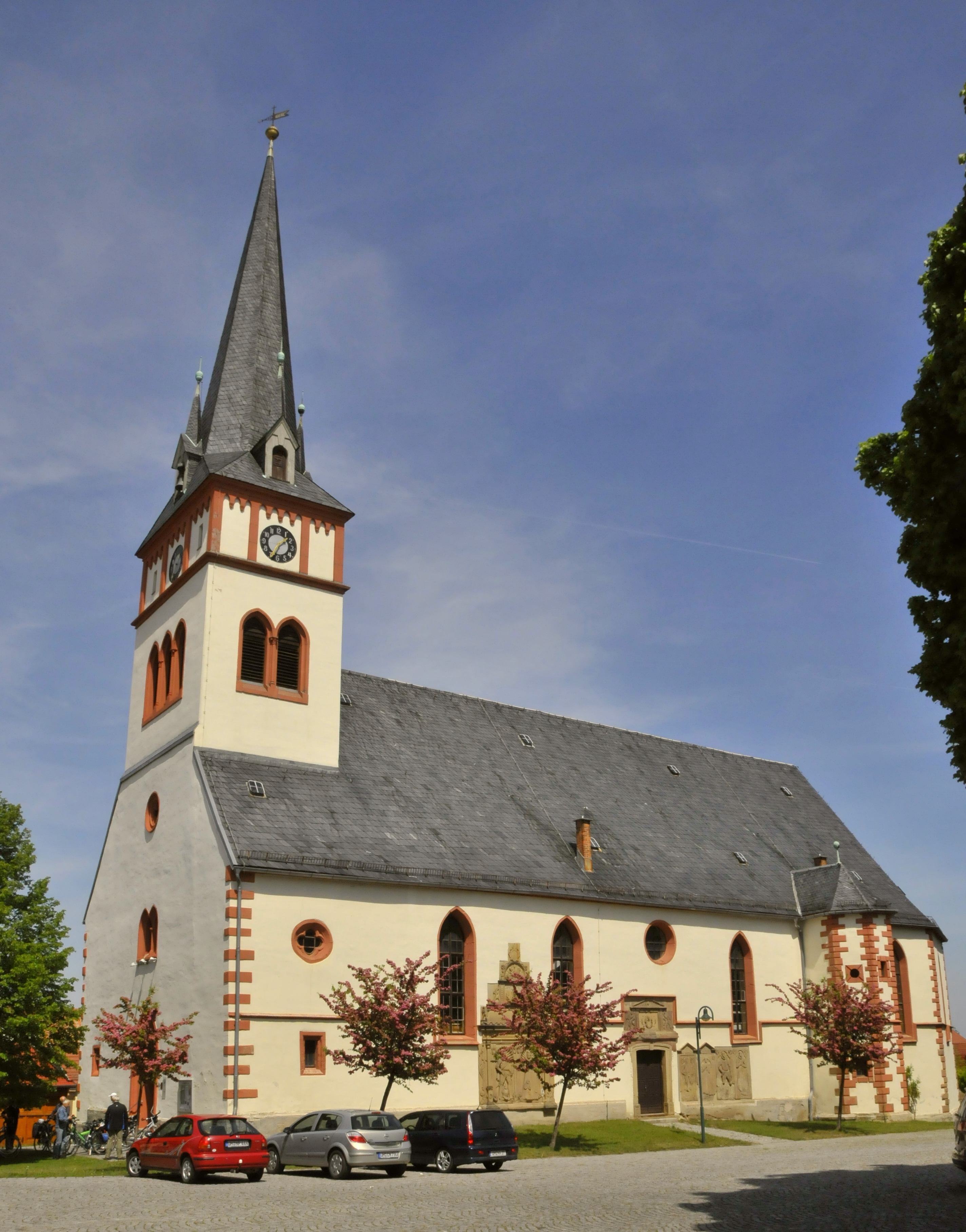
Dorfkirche Herbsleben

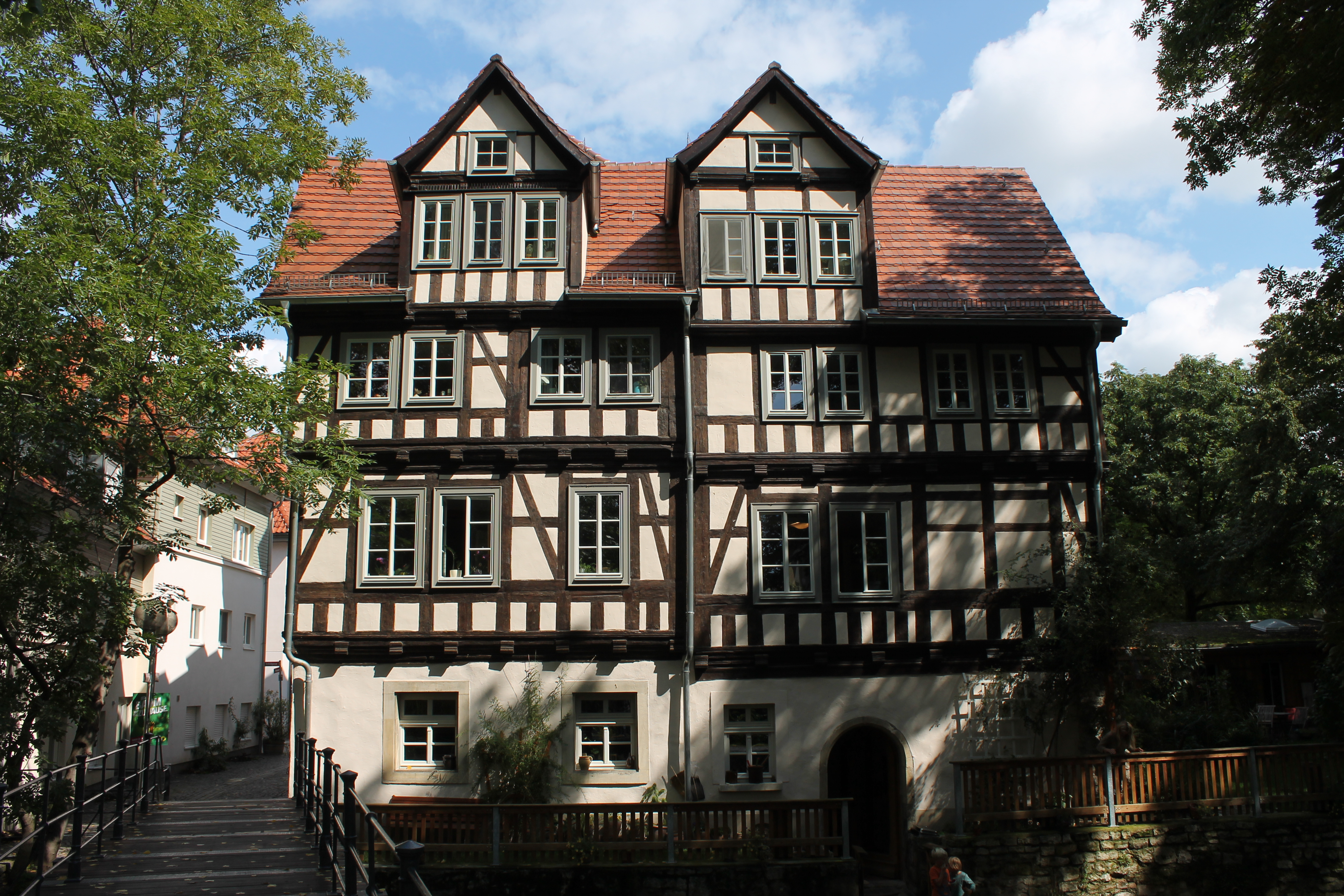
Weißgerberhaus Erfurt

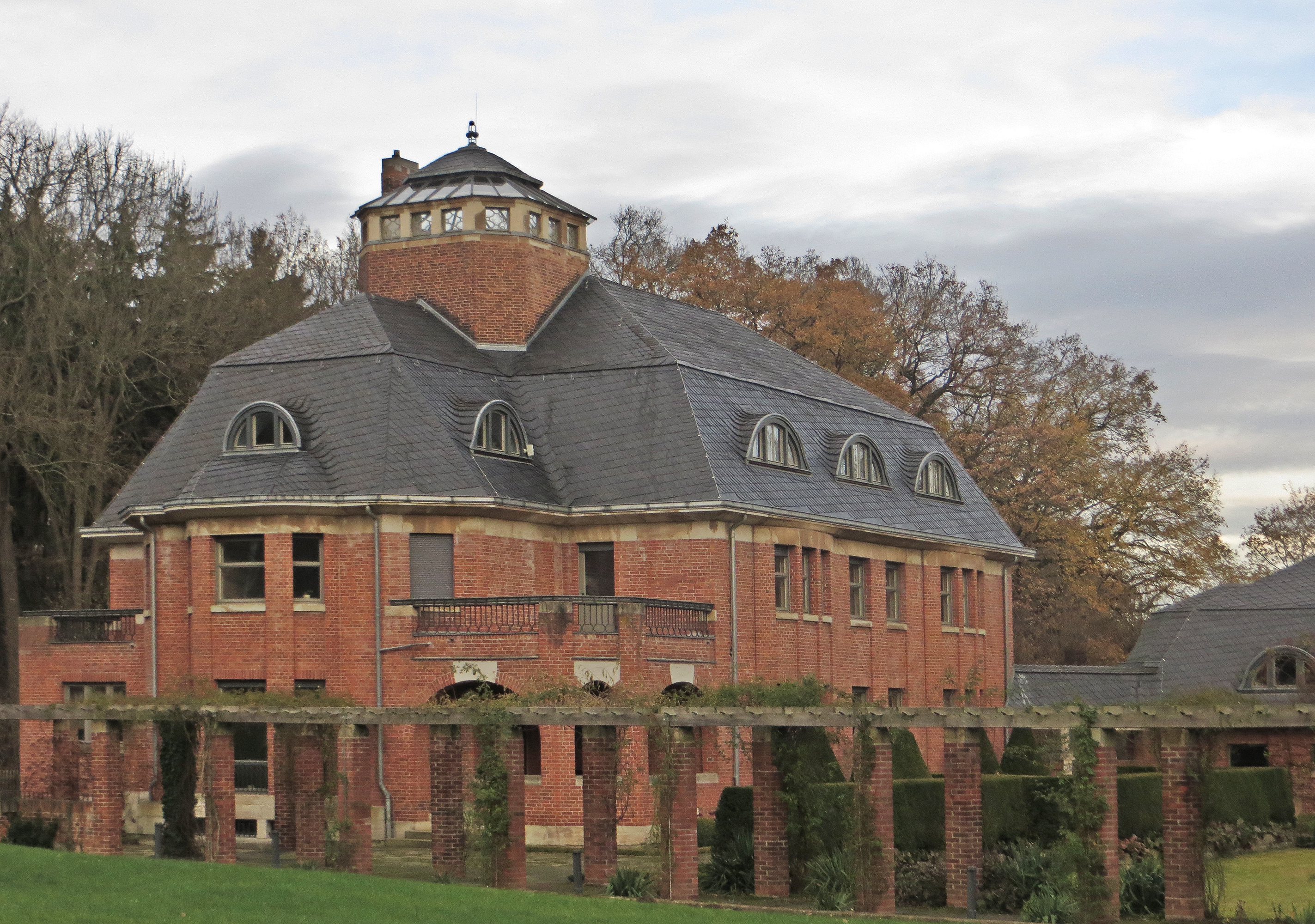
Haus Schulenburg, Gera

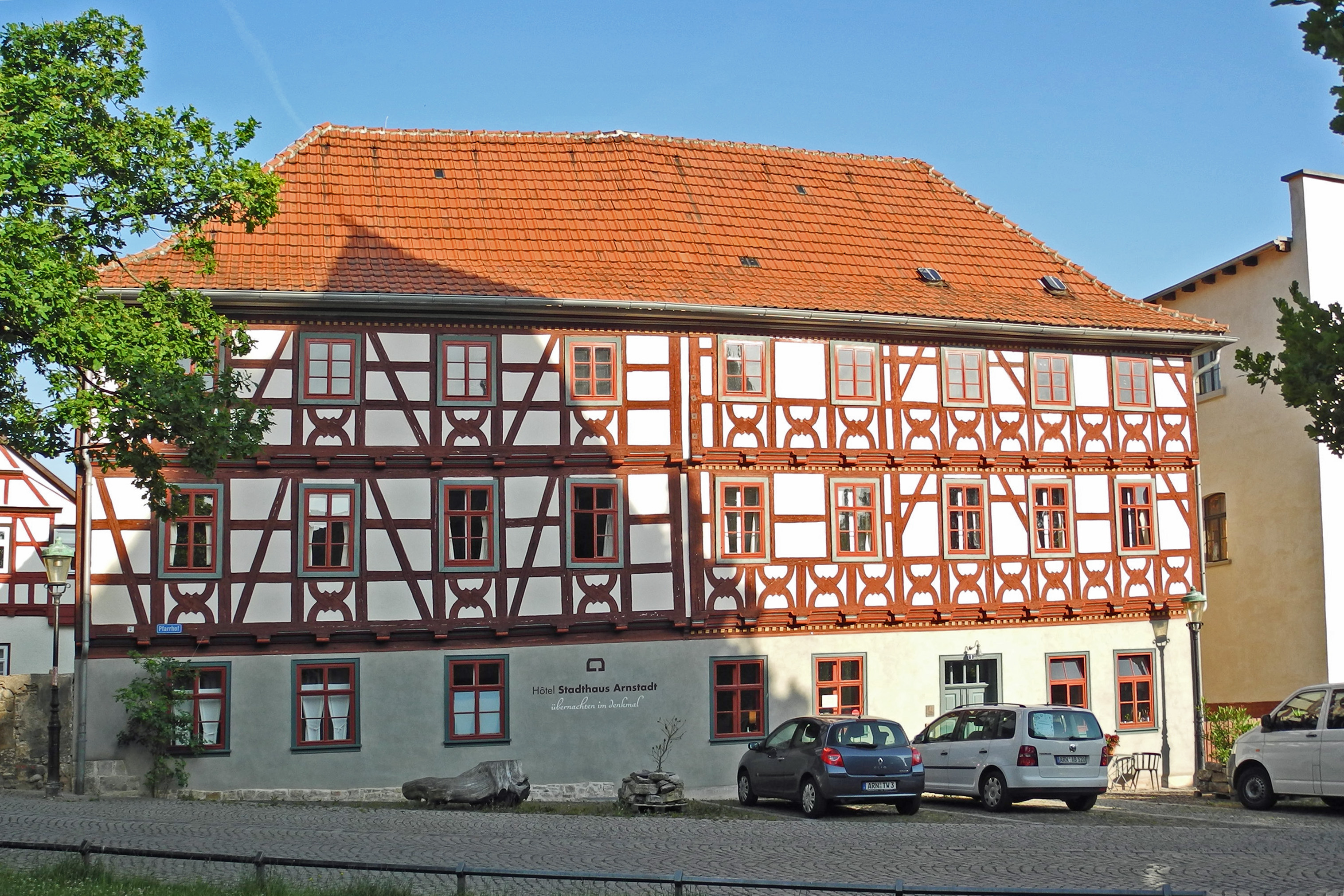
Stadthaus Arnstadt

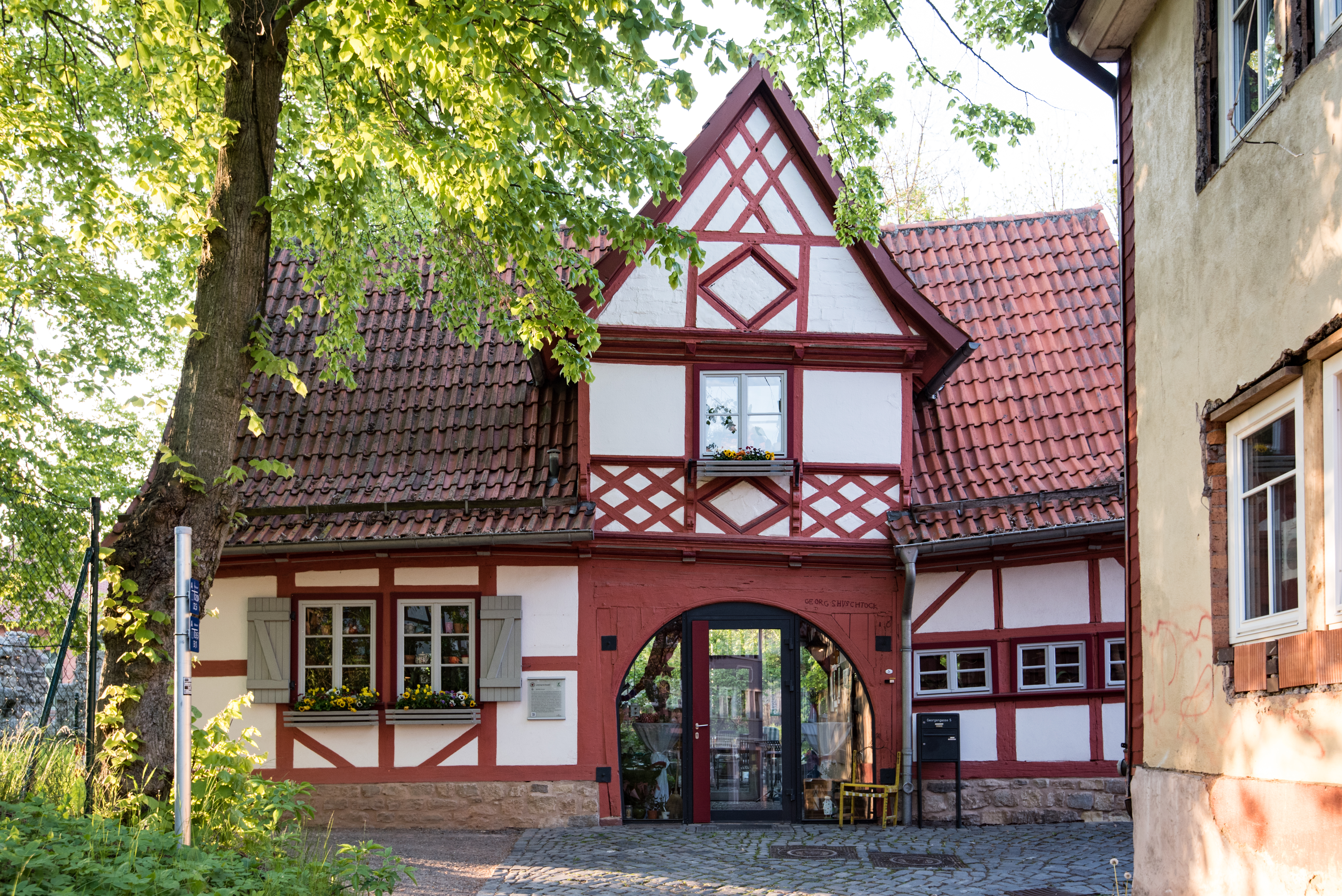
Torhaus Spendenkirchhof, Nordhausen

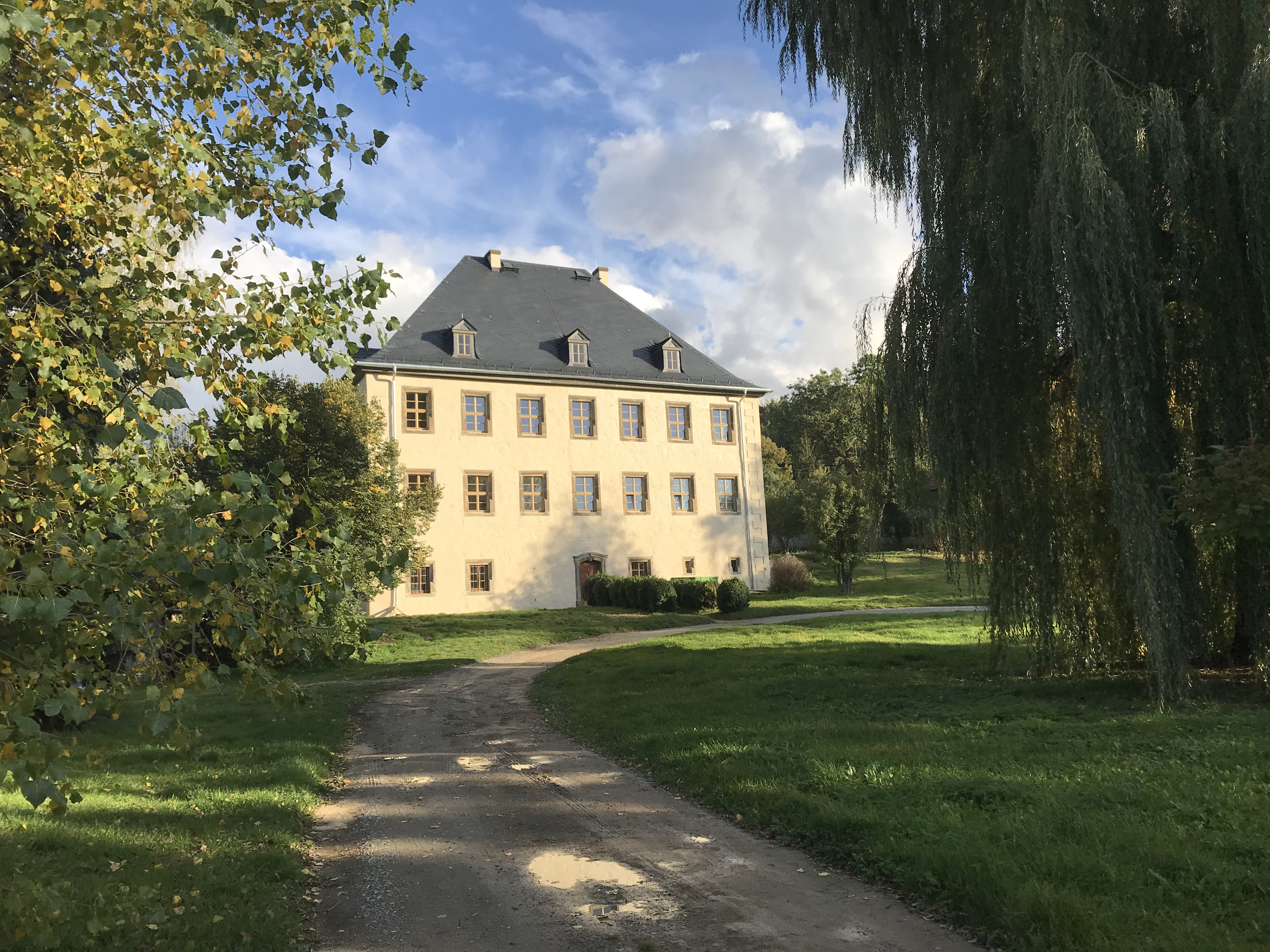
Schloss Thangelstedt

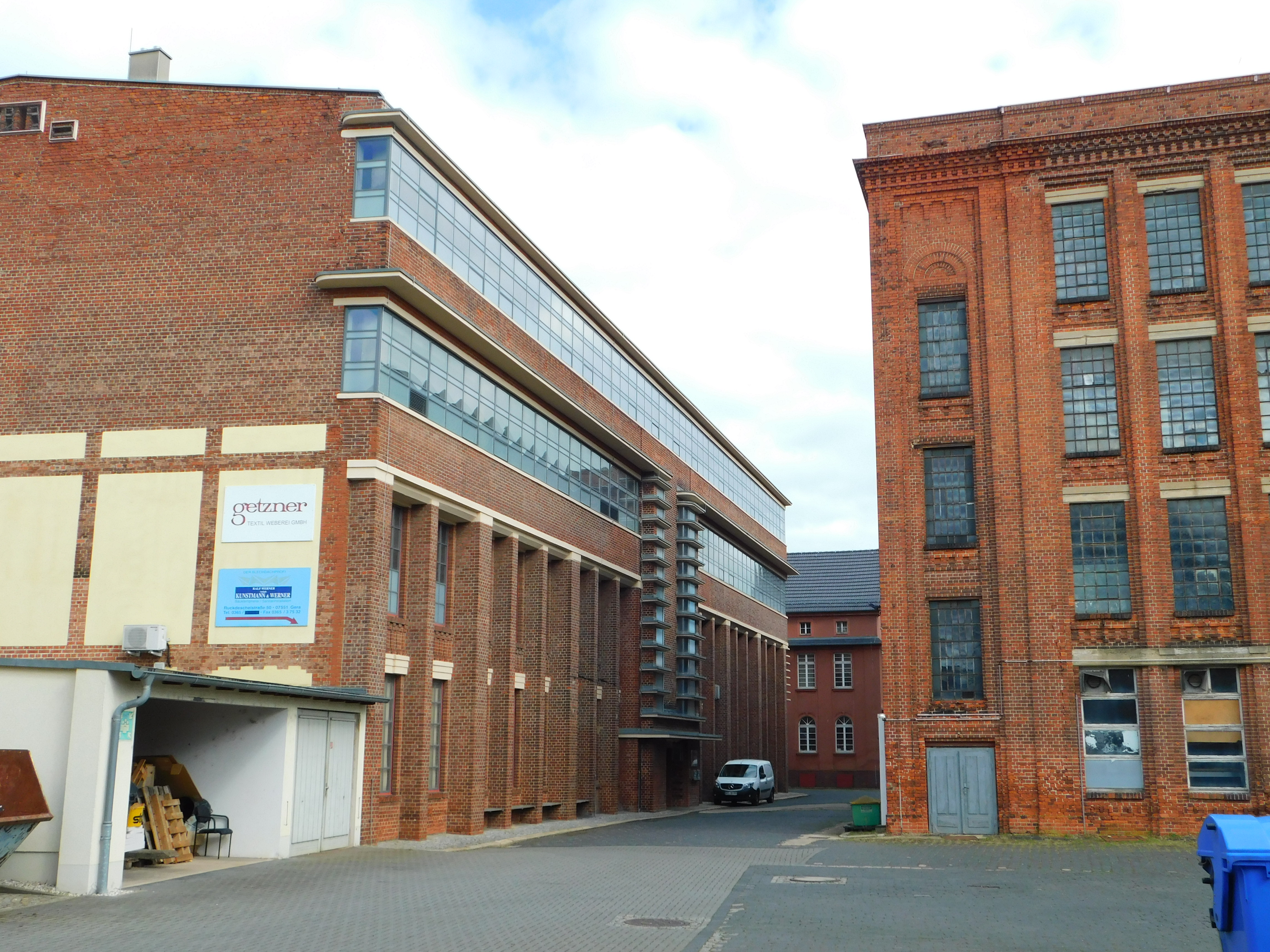
Woll- und Seidenweberei Schulenburg & Bessler, Gera-Zwötzen

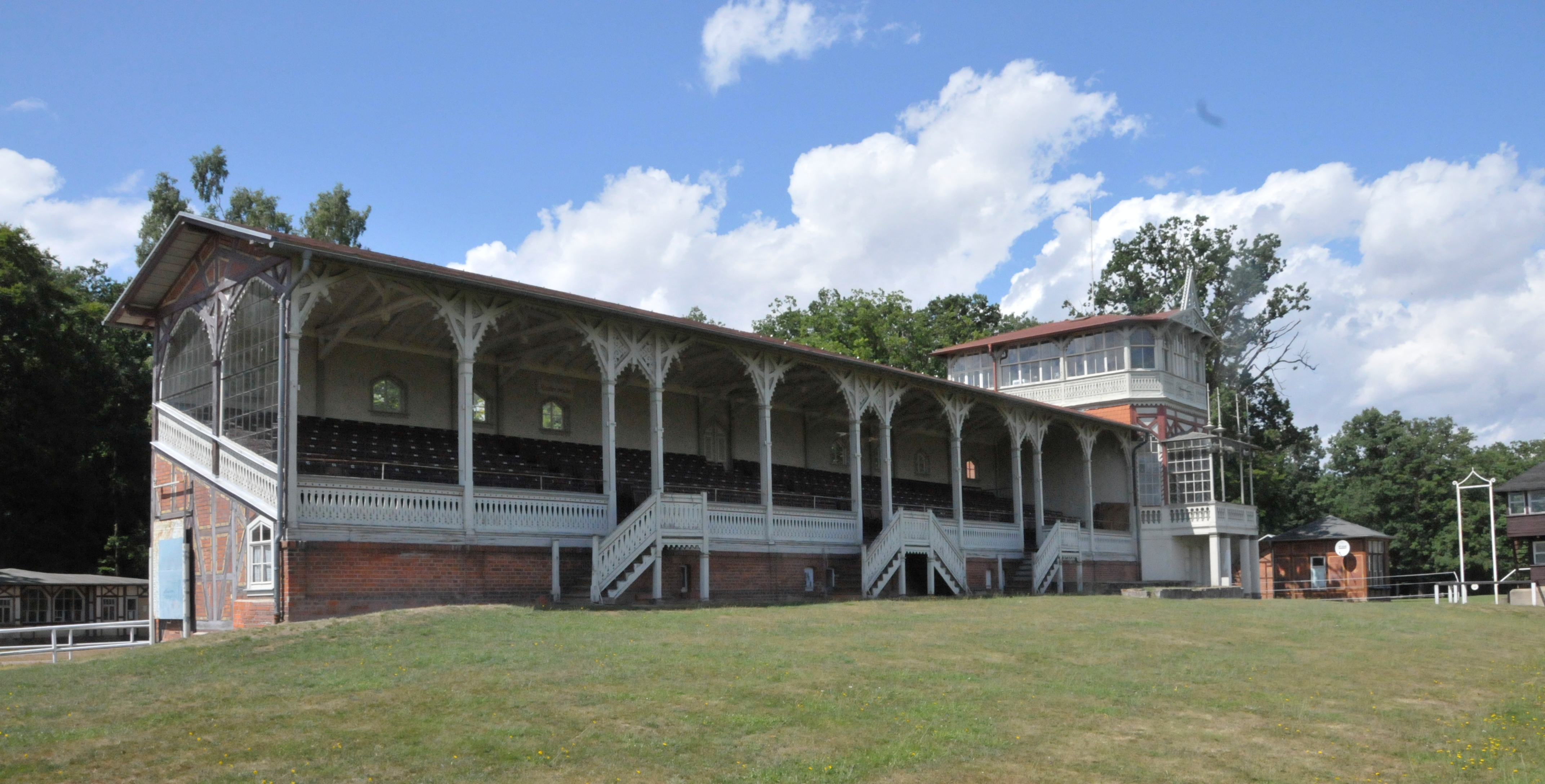
Galopprennbahn Boxberg, Gotha

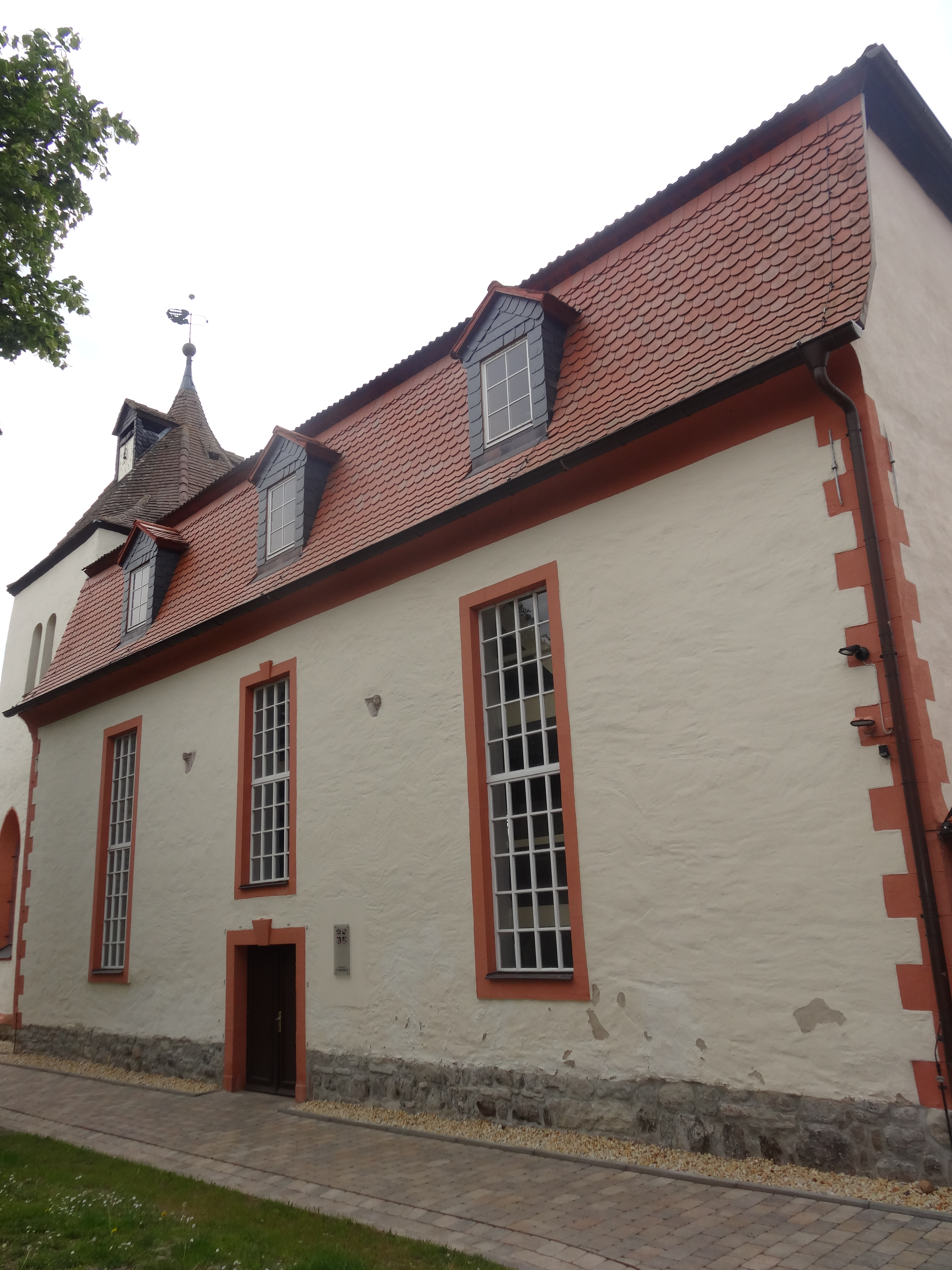
St. Mauritius Bottendorf

- 1998 Schlosskirche Beichlingen, (Förderverein Schloss Beichlingen e. V.)
- 2013 Turmwindmühle Immenrode
- 2014 Dorfkirche Dobraschütz
- 2015 Fachwerkerlebnishauses Weidenbrunner Gasse 13, Schmalkalden (Weidenbrunner Gasse 13 e. V),
- 2017 Schlosspark Marisfeld, (Förderverein Schlosspark e. V.),
- 2018 St. Marien Eishausen, (Förderverein Kirche Eishausen e. V.),
- 2021 Stadtkirche Lauscha, (Förderverein der denkmalgeschützten Jugendstilkirche zu Lauscha e. V.)
- 2022 Schloss Ponitz, (Förderverein Renaissanceschloss Ponitz e. V.)
- 2023 Ehem. Gasthaus „Krone“, (Bürgerinitiative Krone Schweina e. V.)

### Einzeldenkmale
- 2002 Burg Bibra
- 2003 Wohn- und Geschäftshaus Lukas-Cranach-Straße 11, Gotha
- 2003 Wohn- und Geschäftshaus Brühl 6, Weimar
- 2004 Villa Zoeth, Pößneck
- 2004  Rittergut Positz, Oppurg
- 2005 St. Trinitatis-Kirche, Herbsleben
- 2006 Schloss Nimritz, Nimritz
- 2006 Kirche St. Ulrich, Suhl-Heinrichs
- 2008 Schloss Todenwarth bei Fambach
- 2010 Evangelische Pfarrkirche St. Johannis in Obergebra
- 2011 Palais am Prinzenberg, Meiningen
- 2011 Weißgerberhaus Hütergasse 13, Erfurt
- 2012 Haus Schulenburg, Gera[1]
- 2013 Geschäftshaus am Markt 38, Ronneburg
- 2013 Bernhardhaus, Hermannsfeld
- 2014 Stadthaus Arnstadt, ehemalige Möller’sche Handschuhfabrik
- 2015 Gedenk- und Bildungsstätte Andreasstraße, Erfurt
- 2017 Torhaus am Spendenkirchhof, Nordhausen
- 2017 Hofanlage an der Ortsstraße 2, Zwackau
- 2017 Pfarrhaus, Kleinrudestedt
- 2018 Wohn- und Geschäftshäuser Michaelisstraße 7 zur Großen Alten Waage und Michaelisstraße 8 Zur Sichel, Erfurt
- 2018 Alte Post, Bad Langensalza
- 2020 Gründerzeitvilla Eichenberg, Gera
- 2022 Wohnhauskomplex Friedrich-List-Straße 29/Windthorstraße 43, Erfurt
- 2022 Kugeleichsmühle, Mühlhausen
- 2023 Timo Mappes für Sanierung Schloss Thangelstedt, Dorfstraße 1, Blankenhain,
- 2023 Enrico Landgraf für Gnadenkapelle , Carl-von-Ossietzky-Straße 13, Altenburg
- 2023 Stefan Hofmann („Scheppig“ KG) für Umbau Stadtgefängnis Sondershausen als Wohnresidenz
- 2023 Heiko Tierling (Zipp Pflegekonzepte) für Umbau und Sanierung Speisesaal der ehem. Strumpffabrik Diedorf

### Denkmalensembles
- 2001 Gartenstadtsiedlung „Am schmalen Rain“, Gotha
- 2002 Bürgerhauskomplex Jüdengasse 16, Bad Langensalza
- 2005 Kellergadenring der Kirchenburganlage Belrieth
- 2006 Hauptmannviertel, Mühlhausen
- 2008 Ursulinenkloster, Erfurt
- 2009 Schlossensemble Ettersburg bei Weimar
- 2011 Wohnungsbauten im Wohngebiet „Bieblacher Hang“, Gera
- 2012 Gut Bendeleben, Kyffhäuserkreis
- 2014 Regierungsstraße 61/62, Erfurt
- 2015 Denkmale Gottschalck'sches Haus, Lange Straße 34, Planplatz 9, Lohberg n, Cafe Pille Hauptstraße 10, und das Denkmalensemble Pfarrstraße 4, 5, 6,  Sondershausen
- 2017 Gebäudekomplex Haus eines Lohgerbers, Mühlhausen
- 2018 Schlachthof Weimar
- 2020 Hof Sickenberg[2]
- 2020 Brandsköppshaus mit Nebengebäuden, Hinternah
- 2022 Mikwe mit Gebäudekomplex „LutherLoft“, Schmalkalden
- 2023 Ensembles Holzmarkt 11 und 12, Mühlhausen

### Technische Denkmale
- 2002 Bockwindmühle Langenroda
- 2003 Zuckerfabrik Oldisleben
- 2004 historischer Wasserturm am Bahnhof Treffurt, Treffurt
- 2005 Porzellanfabrik Wagner & Apel in Lippelsdorf
- 2006 Oberweißbacher Berg- und Schwarzatalbahn
- 2008 Seidenweberei Schulenburg und Bessler in Gera/Zwötzen
- 2011 Galopprennbahn Boxberg
- 2011 ehemaliges Umspannwerk Jena-Nord
- 2012 Stadtmühle Bad Blankenburg
- 2013 Apostelbrücke Niedergebra
- 2018 Heiligenmühle Erfurt
- 2022 Heizkraftwerk im Brühl, Erfurt

### Kirche
Diese Kategorie wurde 2022 erstmals vergeben
- 2022 St. Mauritius Bottendorf

### Archäologische Denkmalpflege
- 2015 Volker Düsterdick, Kartierung mittelalterlicher Kelleranlagen, Erfurt
- 2017 Frank Rüdiger, Bodendenkmalpfleger, Nordteil des Saale-Orla-Kreises
- 2018 Hans-Jürgen Grönke, Nordhausen
- 2018 Steinsburgmuseum Römhild, (Gemeinde der Steinsburgfreunde e. V.)
- 2021 Lothar Bechler, Bodendenkmalpfleger, Beichlingen
- 2022 Brigitte Zech, Bodendenkmalpflegerin, Schmalkalden
- 2023 Archäologische Gesellschaft in Thüringen e. V., Förderung der Archäologie in Thüringen, Öffentlichkeitsarbeit

### Anerkennung
- 2002 Stadt Dornburg für den Erwerb und Erhaltung von Nebengebäuden des Rokokoschlosses Dornburg
- 2003 Stadt Jena für die Erhaltung des spätmittelalterlichen Gebäudekomplexes Markt 16 (Jena)
- 2003 Stadt Weißensee für die Sanierung und denkmalgerechte Nutzung des Rathaus Weißensee
- 2005 Stadt Rudolstadt für die Erhaltung und Nutzung des Alten Rathauses
- 2005 Stadt Mühlhausen für die Erhaltung und Umnutzung der Jacobikirche zur Stadtbibliothek
- 2006 Gemeinde Treben für die Erhaltung und Nutzung des Herrenhauses des Rittergutes
- 2006 Gemeinde Döschnitz für die Erhaltung und Nutzung des Wohnhauses der ehemaligen Brauerei
- 2007 Stadt Pößneck, Erhalt und Umnutzung der ehemaligen Bilke-Schule zur Stadtbibliothek
- 2007 Städtischer Eigenbetrieb Jena, Sanierung der Adolf-Reichwein-Gesamtschule
- 2008 Stadt Greußen, Sanierung des Rathauses Greußen
- 2009 Gemeinde Bendeleben, Instandsetzung und Sanierung der Orangerie, 2009
- 2009 Stadt Römhild, Sanierung der Friedhofskirche in Römhild
- 2011 Stadt Rudolstadt für die denkmalgerechte Sanierung und nachhaltige Nutzung des Schillerhauses
- 2012 Stadt Arnstadt für die Sanierung des Rathauses Arnstadt
- 2012 Stadt Leinefelde-Worbis, Stadtteil Beuren für die Rettung der Burg Scharfenstein vor weiterem Verfall
- 2013 Landkreis Saale-Orla-Kreis für die denkmalgerechte Sanierung und Wiederbelebung der Grundschule Ebersdorf
- 2014 Gemeinde Krölpa, Konzept „Kulturort Schloss Krölpa“
- 2014 Förderverein St. Trinitatis e. V. und Stadt Ruhla für die Sanierung der St. Trinitatis-Kirche in Ruhla
- 2014 Gemeinde Unterwellenborn für die Restaurierung und Wiederherstellung des Kulmturms
- 2018 Burgkapelle St. Michaelis Burgruine Rusteberg, Marth
- 2018 Stadt Pößneck für die Sanierung des „Museum642“* 2022 Zweckverband Brehm-Gedenkstätte für denkmalpflegerische Instandsetzung der Brehm-Gedenkstätte in Renthendorf
- 2023 Dingelstädt für Notsicherung, Sanierung und Restaurierung des Remters des ehemaligen Klosters Anrode